# Laughing Gas (film 1907 Porter)
Laughing Gas è un cortometraggio muto del 1907 diretto da Edwin S. Porter e prodotto dalla Edison Manufacturing Company

## Trama
Mandy Brown, una donna afroamericana, va dal dentista per un mal di denti e le viene somministrato del gas esilarante. Tornando a casa in metropolitana, la donna non riesce a smettere di ridere e la sua risata diventa rapidamente contagiosa.